# Renato Farina
Renato Farina (Desio, 10 novembre 1954) è un politico, scrittore, opinionista e giornalista italiano.
È stato deputato alla Camera dal 2008 al 2013 nelle liste del PdL. Ha ammesso di aver collaborato, quando era vicedirettore di Libero, con i Servizi segreti militari italiani, fornendo informazioni e pubblicando notizie false in cambio di denaro, e per questo radiato nel 2007 dall'Ordine dei giornalisti. Al processo Farina ha patteggiato la pena di sei mesi di reclusione, commutata poi in una multa di 6.800 euro. Nel 2014 è stato riammesso all'Odg dopo una pronuncia della Cassazione.

## Biografia
Laureato in filosofia all'Università Cattolica del Sacro Cuore, ha iniziato a scrivere sul settimanale Solidarietà (di Seveso-Desio), per il quale ha seguito il caso della nube tossica di Seveso (10 luglio 1976). Nel 1978 entra nel settimanale Il Sabato (fondato in quell'anno da alcuni giornalisti vicini a Comunione e Liberazione). Giornalista professionista dal 1980, nel 1981 sul "Sabato" scrive delle apparizioni di Međugorje. È il primo giornalista non jugoslavo a scriverne. Rimane al Sabato fino alla chiusura, avvenuta nel 1993.
Successivamente è stato vicedirettore a Il Giornale di Vittorio Feltri. Nel giugno 1999 segue Feltri nella parentesi bolognese al Quotidiano Nazionale: Farina è vicedirettore del Resto del Carlino. Nel luglio 2000 torna a Milano, dove è tra i fondatori, con Feltri, di Libero. Fino all'ottobre del 2006 è stato vicedirettore. Dal 30 marzo 2007 Farina collabora nelle vesti di opinionista.
In televisione è stato autore e conduttore de L'InFarinata su RaiSat Extra e consulente di Gad Lerner per il programma L'infedele.
Ha affermato di avere avuto tre maestri: don Luigi Giussani («per lo sguardo sulle cose e la scrittura concisa»); Giovanni Testori («mi ha insegnato ad osare, a spezzare le famose regole del giornalismo»); Vittorio Feltri («è un genio del giornalismo»). 
Nel novembre 2006 Farina viene messo sotto scorta delle forze di polizia in quanto oggetto di intimidazioni anonime. Riceve nello stesso mese anche un presunto pacco-bomba firmato «Fronte Rivoluzionario per il Comunismo» (rivelatosi poi falso, cioè vuoto e privo di esplosivo), una sigla collegata alle Nuove Brigate Rosse.
Dopo le vicende giudiziarie emerse a suo carico nel 2006, Renato Farina è stato inserito come diciassettesimo nelle liste del Popolo della Libertà (PdL), per la Camera Lombardia 2, per le elezioni politiche dell'aprile 2008 ed è stato eletto deputato della XVI legislatura fino al marzo 2013. È stato membro del Consiglio Direttivo del PDL alla Camera.

Il 30 aprile 2009 Farina, assieme ad altri due deputati, Barbieri e Marinello, deposita la proposta di legge n. 2408 presso la Camera dei Deputati: «Norme sulla disciolta struttura italiana dell'organizzazione clandestina nordatlantica Stay Behind Nets, nota in Italia con il nome di "Gladio", e sul personale militare e civile volontario che era in essa inquadrato».
«L'Associazione italiana volontari Stay Behind», costituita in data 4 febbraio 1994 quale associazione non riconosciuta, è riconosciuta ai sensi e per gli effetti di cui al decreto del Ministro della difesa 5 agosto 1982, pubblicato nella Gazzetta Ufficiale n. 272 del 2 ottobre 1982, ed è iscritta nell'albo istituito ai sensi dell'articolo 1 del medesimo decreto del Ministro della difesa 5 agosto 1982». - Art. 3. (Associazione italiana volontari «Stay Behind») comma 1 del PDL n. 2408 del 30 aprile 2009 presso la camera dei deputati.
Nell'ottobre 2017 Renato Farina annuncia la sua iscrizione al Partito Radicale Transnazionale.
Il 4 agosto 2021 è stato nominato consulente del ministro della Pubblica Amministrazione Renato Brunetta. In seguito alle polemiche apparse sui media a causa dei suoi precedenti giudiziari, tre giorni dalla nomina, il 7 agosto 2021, si è dimesso dall'incarico.

## Onorificenze
- Medaglia della gratitudine della Repubblica di Armenia - «per il [suo] contributo al rafforzamento e allo sviluppo delle relazioni amichevoli tra Armenia e Italia e alla protezione dei valori universali» (23 dicembre 2022)[12].

## Procedimenti giudiziari

### Rapporti con il Sismi
La magistratura a partire dal 2006 ha indagato sui rapporti da lui avuti con alcuni membri del Sismi (i servizi segreti militari). Farina ha confermato di aver collaborato col Sismi dal 1999, con lo pseudonimo "Betulla".
Nel libro Alias agente Betulla Farina racconta la sua versione dei fatti riguardo alla collaborazione con i Servizi: nel giugno 2004, ricevette da Nicolò Pollari (l'allora direttore del Sismi), per il tramite di Pio Pompa, l'ordine di recuperare da Al Jazeera le immagini dell'esecuzione di Fabrizio Quattrocchi; è proprio in questa operazione che nasce il suo nome in codice, Betulla. Sostiene anche di avere con il suo operato fornito ai servizi segreti informazioni nelle mani dei pubblici ministeri sul rapimento della giornalista de il manifesto Giuliana Sgrena, tenuta prigioniera in Iraq dall'Organizzazione della Jihād islamica, fatto poi confermato da Pio Pompa.
Nel giugno del 2006 Pio Pompa chiede a Renato Farina di scrivere una cronaca contro Romano Prodi (pubblicata poi il 9 giugno 2006), per accusarlo di avere appoggiato la pratica dei trasferimenti straordinari quando era presidente della Commissione europea.
Nel 2015 l'ex direttore del Sismi Nicolò Pollari dichiarò al giornalista Paolo Liguori che Renato Farina non era in realtà Betulla: “La fonte indicata con il nome Betulla… sono stato autorizzato dal governo a riferire che non è il giornalista Farina, ma è altra persona”.

### Dossier Prodi
Alla vigilia delle elezioni politiche del 2006, Farina pubblica sul quotidiano Libero un falso dossier, preparato dal Sismi, secondo cui Romano Prodi avrebbe autorizzato, come Presidente della Commissione Europea, le extraordinary rendition della CIA in Europa, come nel caso di Abu Omar.
Farina viene condannato, nell'ambito del caso Abu Omar, a sei mesi di reclusione per favoreggiamento.

### La condanna per favoreggiamento per il caso Abu Omar
Nel dicembre 2006 il sostituto procuratore di Milano, Armando Spataro, chiede il rinvio a giudizio di Farina assieme ad altre 34 persone, nell'ambito dell'inchiesta sul rapimento dell'ex imam di Milano, Abu Omar. Trentadue di esse sono accusate di concorso nel sequestro. Renato Farina (accusato di aver organizzato una falsa intervista con i magistrati con il solo scopo di raccogliere informazioni sull'indagine) e i funzionari del Sismi Pio Pompa e Luciano Seno, devono rispondere invece di favoreggiamento.
Il 16 febbraio 2007 Farina ha riconosciuto le accuse di favoreggiamento mosse a suo carico ed ha patteggiato la pena ottenendo una condanna a sei mesi di reclusione (poi commutata in una multa di 6.800 euro).
Farina ha riconosciuto i fatti sostenendo di aver agito in nome dell'articolo 52 della Costituzione («Difendere la Patria è sacro dovere del cittadino»). Ha ammesso di aver ricevuto rimborsi in denaro non per sé stesso e utili alla liberazione di ostaggi italiani in Iraq.

### La condanna per falso in atto pubblico
Nel luglio del 2012, Renato Farina è stato condannato in rito abbreviato a 2 anni e 8 mesi di reclusione per il reato di falso in atto pubblico. Il deputato Pdl, il 12 febbraio dello stesso anno, aveva fatto visita in carcere a Lele Mora, detenuto per bancarotta fraudolenta, insieme ad un'altra persona che non era autorizzata ad accedere al penitenziario. La giudice per le indagini preliminari di Milano non gli ha concesso né la sospensione condizionale della pena né le attenuanti generiche. La parlamentare del Partito Radicale Rita Bernardini ha definito la sentenza "lunare" facendo riferimento all'art. 67 dell'Ordinamento penitenziario (Legge 26 luglio 1975 n. 354) secondo il quale non occorrerebbe alcuna autorizzazione alle visite carcerarie per le persone che accompagnano determinate figure istituzionali, tra cui deputati e senatori. In realtà una circolare ministeriale precisa che sono esentati dal richiedere l'autorizzazione soltanto i collaboratori dei parlamentari inquadrati con un contratto a prestazione continuativa, mentre la persona che in quell'occasione accompagnò Farina risultò essere un aspirante tronista, amico di Lele Mora.

### Il coinvolgimento nel caso Sallusti
Nel corso della puntata del 26 settembre 2012 di Porta a Porta dedicata in parte al caso di Alessandro Sallusti, Vittorio Feltri afferma che Farina è l'autore del pezzo - firmato con lo pseudonimo Dreyfus - alla base della vicenda. La mattina successiva, intervenendo alla Camera dei Deputati, l'ex giornalista ha confermato di essere l'autore dell'articolo in questione.

### Condanna per articoli diffamatori
Nel febbraio 2013 è stato condannato in cassazione (III sezione civile) al risarcimento danni per 130.000 € verso il procuratore aggiunto di Milano Ilda Boccassini per 4 articoli ritenuti diffamatori.

## Procedimenti disciplinari

### Sospensione dall'Albo dei Giornalisti
Il 2 ottobre 2006 l'Ordine dei giornalisti lombardo sospende Farina per un anno con l'accusa di aver pubblicato notizie false in cambio di denaro dal Sismi. Sempre nell'ottobre 2006 il Procuratore generale della Repubblica di Milano ne chiede la radiazione dall'albo dei giornalisti: la legge numero 801 del 1977 fa infatti divieto ai giornalisti professionisti di intrattenere rapporti con i Servizi segreti. Il suo avvocato annuncia un ricorso che è stato respinto dalla Corte d'Appello di Milano.
Nel 2007 è annunciato il pronunciamento dell'Ordine dei Giornalisti. Farina si dimette dall'Albo prima che l'ordine si pronunci. Il 29 marzo 2007 giunge la radiazione da parte dell'Ordine dei Giornalisti. Contro la determinazione dell'Ordine Farina ha presentato ricorso. La suprema Corte ha accolto il ricorso. Con la sentenza numero 14407/2011, depositata il 30 giugno 2011, la terza sezione civile della Suprema corte ha annullato la radiazione da parte dell'Ordine dei Giornalisti di Renato Farina: «Il procedimento disciplinare doveva essere dichiarato estinto». Farina si era preventivamente dimesso ed era stato cancellato dall'albo dei giornalisti, salvo poi essere successivamente radiato dall'Ordine, cosa che non poteva accadere, perché Farina non era più iscritto all'albo. Rimane valida la sanzione di sospensione dalla professione di 12 mesi inflittagli dall'Ordine di Milano nel settembre 2006, condanna già espiata.
Il 3 settembre 2014 Farina viene riammesso all'esercizio della professione dall'Ordine dei giornalisti di Milano, che ne accoglie la domanda di reiscrizione.

## Opere

### Prime edizioni
- Seveso. Diossina e scuola. L'autogestione è possibile. Con cronistoria degli avvenimenti e degli stati d'animo nella zona investita dalla nube tossica: 10 luglio 1976-31 marzo 1978, Torino, Gribaudi, 1978.
- De bello ballico ovvero Penna montata. L'epopea del giornalismo italiano raccontata dallo strillone del Sabato, con due inni marziali di Paolo Liguori e Michele Serra, Rimini, Guaraldi, 1992. ISBN 88-86025-13-0.
- Un caffè in compagnia. Conversazioni sul presente e sul destino, con Luigi Giussani, Milano, Rizzoli, 2004. ISBN 88-17-00460-X.
- Cento anni della nostra vita visti da Vittorio Feltri 1905-2004, a cura di e con Vittorio Feltri, Novara, De Agostini, 2004.
- Non mi hanno fatto male. 10 anni con Andreotti. Interviste e cronache, Siena, Cantagalli, 2004. ISBN 88-8272-193-0.
- Le parole di Osama, con Vittorio Feltri, Milano, Cooperativa Editoriale Libero, 2005.
- Maestri. Incontri e dialoghi sul senso della vita, Casale Monferrato, Piemme, 2007. ISBN 978-88-384-8820-7.
- Don Giussani. Vita di un amico, Casale Monferrato, Piemme, 2007. ISBN 978-88-384-8821-4.
- Si dimagrisce così. Il metodo Spa'Deus, le ricette, il progetto SOS obesi, con Christina Newburgh, Milano, Libero, 2007.
- Alias agente Betulla. Storia di uno 007 italiano, Casale Monferrato, Piemme, 2008. ISBN 978-88-384-9923-4.
- Madre Teresa. La notte della fede, Milano, Piemme, 2009. ISBN 978-88-566-0590-7; 2016. ISBN 978-88-566-5693-0.
- Orti di carità. Storia della Fondazione San Giuseppe Moscati a Milano, con Giuliana Grimaldi, Castel Bolognese, Itaca, 2010. ISBN 978-88-526-0230-6.
- Cossiga mi ha detto. Il testamento politico di un protagonista della storia italiana del Novecento, Venezia, Marsilio, 2011. ISBN 978-88-317-0959-0.
- Don Gius. Cosa c'entra l'amore con le stelle?, Milano, Piemme, 2015. ISBN 978-88-566-3107-4.
- Gesù non è buonista. I passi del Vangelo che scuotono il quietismo, Milano, il Giornale, 2016.

### Curatele
Il Corano letto da Vittorio Feltri, introduzione, traduzione e commento di Cherubino Mario Guzzetti, a cura di Vittorio Feltri e Renato Farina, Elle Di Ci, 1993.